# Hohberghorn
El Hohberghorn (también llamado Hohbärghorn) es una montaña suiza en los Alpes Peninos de 4.219 m s. n. m. Se encuentra en el macizo del Mischabel, en el suizo Cantón del Valais entre el Mattertal y el Saastal. Queda hacia el extremo septentrional de la Arista Nadel (Nadelgrat), una cresta de alto nivel que va aproximadamente en dirección norte-sur, al norte del Dom, por encima de la localidad de Saas Fee al este, y el Mattertal al oeste.
La cima fue ascendida por vez primera en agosto del año 1869 por R. B. Heathcote con los guías Franz Biner, Peter Perren y Peter Taugwalder, a través del barranco por encima del glaciar Hohberg hasta el Stecknadeljoch ("Collado del Stecknadel").
Su cara noreste, no tan larga ni tan inclinada como la de la vecina Lenzspitze, es de 320 m y con un ángulo medio de 50°, y podría ser considerada un excelente entrenamiento para ascender la segunda.
Según la clasificación SOIUSA, el Hohberghorn pertenece:
- Gran parte: Alpes occidentales
- Gran sector: Alpes del noroeste
- Sección: Alpes Peninos
- Subsección: Alpes del Mischabel y del Weissmies
- Supergrupo: Macizo del Mischabel
- Grupo: Cadena del Mischabel
- Código: I/B-9.V-A.2